# Marceli Motty
Marceli Motty est un enseignant, écrivain et traducteur polonais né le 5 juin 1818 et mort le 17 janvier 1898 .

## Biographie
Fils de Jean-Baptiste Motty (1790 à Paris - 1856), gouverneur des fils de la famille Miełżyński à Miłosław, et d’Apolonia Herwig (1799-1878), Marceli est le deuxième enfant du couple.
En 1840, il obtient son doctorat après des études de philologie et philosophie, à Berlin. Il enseigne au Lycée Sainte-Marie-Madeleine de Poznań le latin, le français et l'histoire, jusqu'à sa retraite en 1887.
Il traduit également des auteurs comme Virgile, Horace, Ovide et Aristote, écrit des contes notamment les Lettres de Wojtus de Zawody ou Promenades dans la ville, pour le quotidien Dziennik Poznański (pl). Dans ces promenades, Marceli décrit sa vision de la vie à Poznań, mêlant sa propre vie à celles autres, industriels et commerçants, intellectuels et artisans. C'est avec humour et bonhomie qu'il se moque de la faiblesse et des travers des gens, du provincialisme de la ville et de ses habitants.
Toute la vie et la vieillesse de Marceli furent animées par le gout de la littérature et de l’art (principalement le théâtre) ainsi que par le travail, qui sont encore appréciées des générations futures tant pour leurs qualités documentaires que littéraires.

## Famille et descendance
La sœur de Marceli, Walentyna (1823-1859) épouse l'industriel Hipolit Cegielski (en).
Son frère Stanisław Motty (pl) (1926-1900) est juge (de 1849 à 1899) et député.
Marceli épouse Waleria de Bukowiecki. De cette union naissent trois fils :
- Karol
- Jan Chrzciciel Motty (1850-1924), illustrateur et écrivain.
- Władysław Motty (pl) (1851-1894), juge et avocat.

La famille Motty repose au cimetière des Citoyens méritants de Grande-Pologne (Cmentarz Zasłużonych Wielkopolan (pl)), à Poznań.

## Distinction
En 1920, la ville de Poznań, nomme une rue en son honneur, Ulica Marcelego Mottego w Poznaniu (pl)